# Katissa delicatula
Katissa delicatula là một loài nhện trong họ Anyphaenidae.
Loài này thuộc chi Katissa. Katissa delicatula được Richard C. Banks miêu tả năm 1909.